# 波兰统一工人党

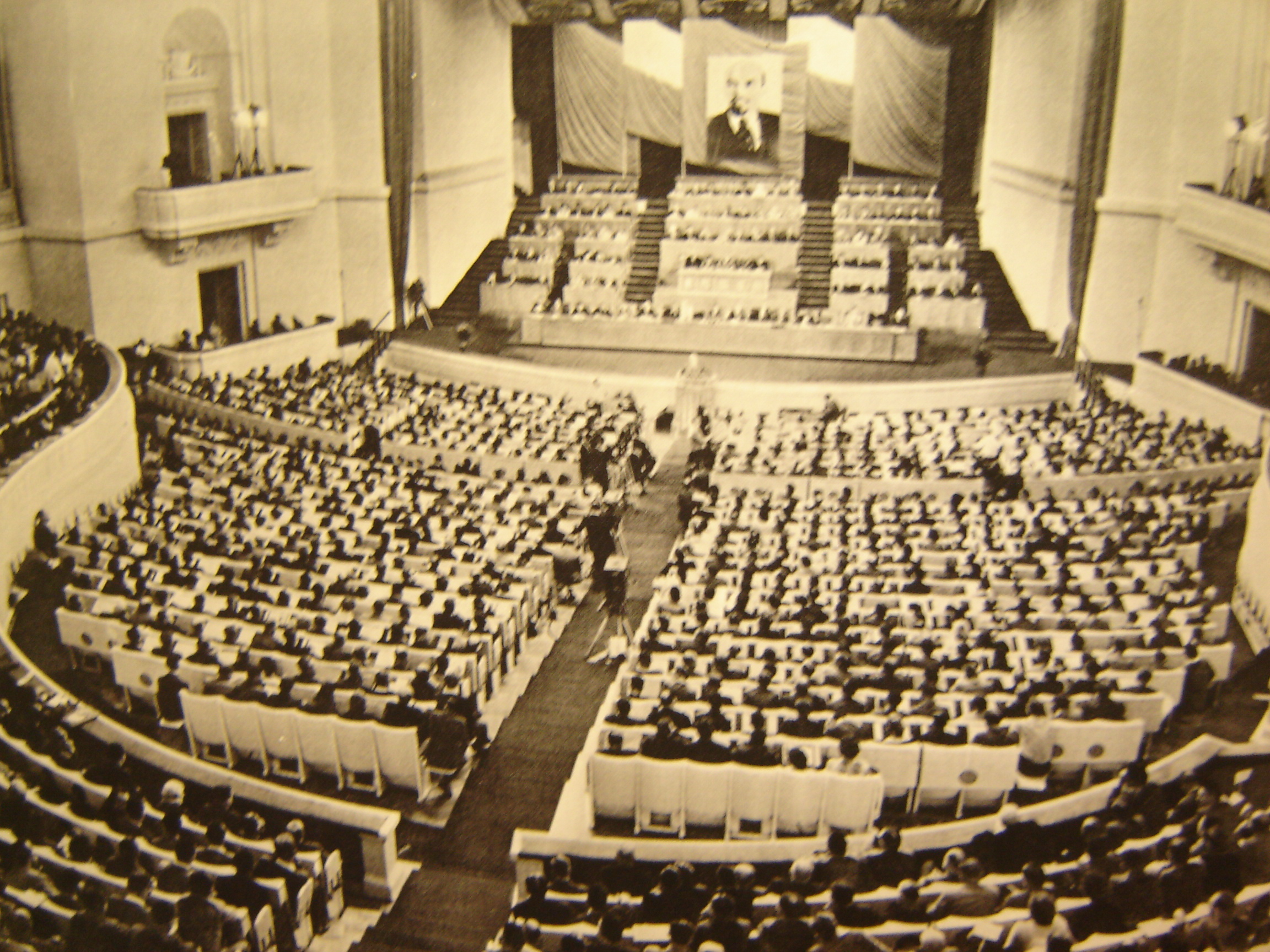
1964年6月，波兰统一工人党第四次代表大會

波兰统一工人党（波蘭語：Polska Zjednoczona Partia Robotnicza，缩写为）是波蘭历史上的一個共產主義政黨。該黨是波兰人民共和国的唯一執政黨。波蘭人民共和國时代结束後，该党解散，并分裂為數個政黨。

## 歷史

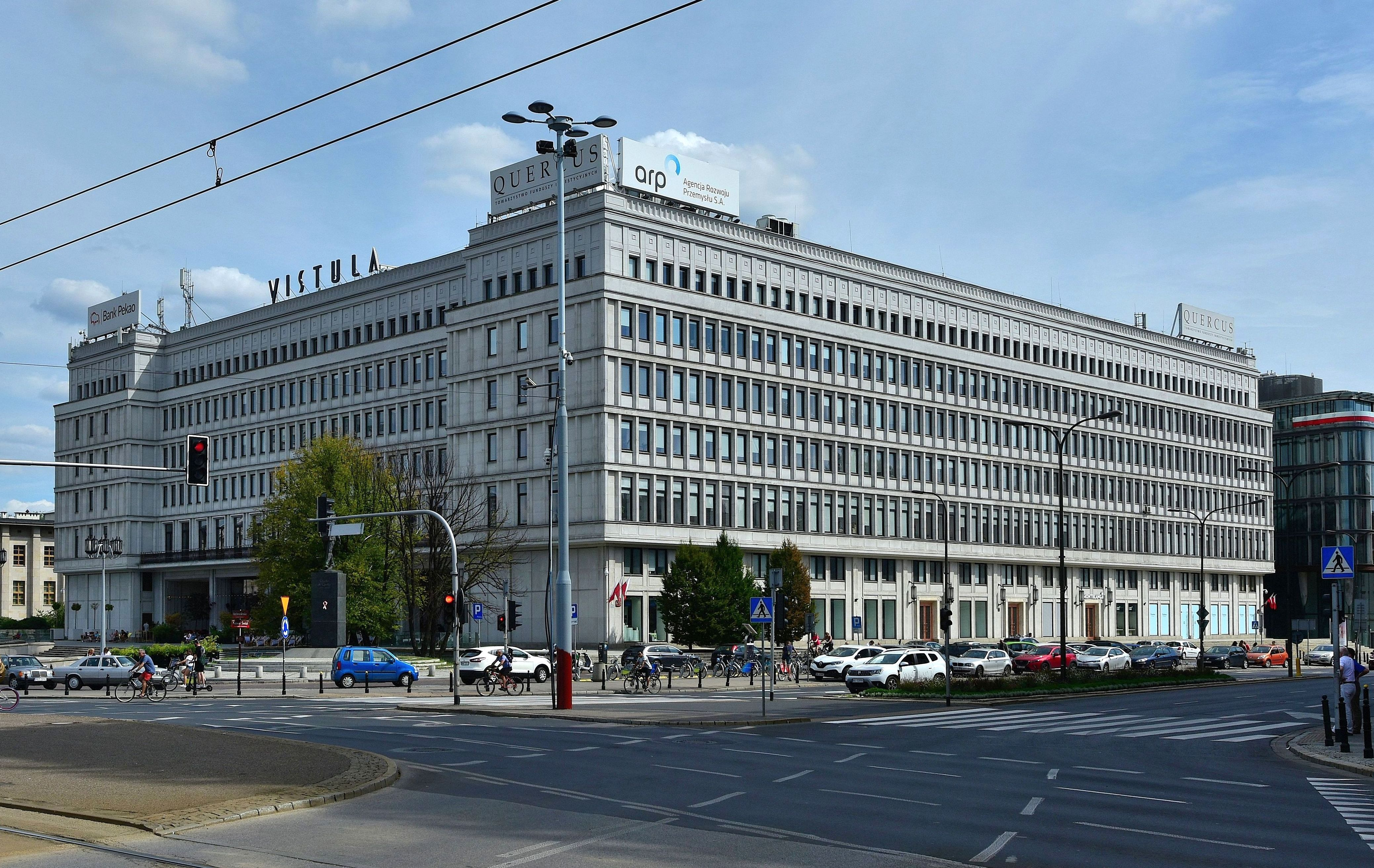
波蘭統一工人黨中央委員會所在地

1918年，波蘭和立陶宛社會民主黨和波兰社会党—左翼合併為波蘭共產主义工人黨；1925年，改名为波蘭共產黨。1938年，共产国际解散波蘭共產黨，1942年1月，原波蘭共產黨成员建立波兰工人党。1948年12月，波蘭工人黨和波蘭社會黨合併为波蘭統一工人黨。
从1948年起，該黨一直統治着波蘭，實行事实上的一黨制。雖然在統治晚期推行改革，然而為時已晚，該黨在1989年波蘭議會選舉中敗給，失去执政權，同年底波兰議會通過憲法修正案，復名為波蘭共和國並更改國徽。
1990年1月27日—30日，该党举行第十一次代表大會，宣布該黨解散，另立波兰共和国社会民主党。亚历山大·克瓦希涅夫斯基当选波兰共和国社会民主党最高委员会主席，莱舍克·米莱尔当选为中央执行委员会总书记，原波兰统一工人党171名议员中的22名加入社民党。未加入社民党的人在塔德乌什·费什巴赫的领导下建立波兰社会民主联盟，原波兰统一工人党的33名议员加入社民盟。1995年12月，社民党重夺政权，克瓦希涅夫斯基当选总统。1999年4月，社民党建立以它为首的民主左翼联盟。2001年，米莱尔当选总理。

## 历任第一书记
- 博萊斯瓦夫·貝魯特 （1948年12月22日—1956年3月12日）
- 愛德華·奧哈布 （1956年3月20日—1956年10月21日）
- 瓦迪斯瓦夫·哥穆尔卡 （1956年10月21日—1970年12月20日）
- 爱德华·盖莱克 （1970年12月20日—1980年9月6日）
- 斯坦尼斯瓦夫·卡尼亞 （1980年9月6日—1981年10月18日）
- 沃伊切赫·雅鲁泽尔斯基 （1981年10月18日—1989年7月29日）
- 米奇斯瓦夫·拉科夫斯基 （1989年7月29日—1990年1月29日）

## 中央政治局

### 一大（1948年）
- 委员：
- 候补委员：

### 二大（1954年）
- 委员：
- 候补委员：

### 三大（1959年）
- 委员：约瑟夫·西伦凯维兹、爱德华·盖莱克、瓦迪斯瓦夫·哥穆尔卡、斯太凡·英德里霍夫斯基、泽农·克利什科、伊格纳采·洛加—索文斯基、耶日·莫拉夫斯基、爱德华·奥哈布、阿达姆·腊帕茨基、马里安·斯彼哈尔斯基、罗曼·萨姆布罗夫斯基、亚历山大·萨瓦茨基
- 候补委员：

### 四大（1964年）
- 委员：
- 候补委员：

### 五大（）
- 委员：
- 候补委员：

### 六大（）
- 委员：
- 候补委员：

### 七大（）
- 委员：
- 候补委员：

### 八大（）
- 委员：爱德华·盖莱克、爱德华·巴比乌赫、资齐思瓦·格鲁津、亨里克·雅布翁斯基、米奇斯瓦夫·雅盖尔斯基、沃伊切赫·雅鲁泽尔斯基、斯坦尼斯瓦夫·卡尼亞、阿洛伊齐·卡尔科斯卡、斯坦尼斯瓦夫·卡瓦尔奇克、瓦迪斯瓦夫·克鲁契克、耶日·乌卡谢维奇、扬·什德拉克、安杰伊·维尔布兰、塔坦乌什·弗热什奇克
- 候补委员：

### 九大（1981年）
- 委员：
- 候补委员：

### 十大（）
- 委员：
- 候补委员：

### 十一大（1990年）
- 委员：
- 候补委员：

## 中央书记处

### 一大（1948年）
- 总书记：博萊斯瓦夫·貝魯特
- 书记：

### 二大（1954年）
- 总书记：愛德華·奧哈布
- 书记：

### 三大（1959年）
- 总书记：瓦迪斯瓦夫·哥穆尔卡
- 书记：耶日·阿尔布赖赫特、爱德华·盖莱克、韦托德·雅罗辛斯基、泽农·克利什科、瓦迪斯瓦夫·马特温、耶日·莫拉夫斯基、罗曼·萨姆布罗夫斯基

### 四大（1964年）
- 总书记：瓦迪斯瓦夫·哥穆尔卡
- 书记：

### 五大（）
- 总书记：瓦迪斯瓦夫·哥穆尔卡
- 书记：

### 六大（）
- 总书记：爱德华·盖莱克
- 书记：

### 七大（）
- 总书记：爱德华·盖莱克
- 书记：

### 八大（）
- 第一书记：爱德华·盖莱克
- 书记：斯坦尼斯瓦夫·卡尼亞、耶日·乌卡谢维奇、约瑟夫·平科夫斯基、耶日·瓦什楚克、安杰伊·维尔布兰、安杰伊·热宾斯基、兹齐斯瓦夫·然达罗夫斯基

### 九大（1981年）
- 总书记：斯坦尼斯瓦夫·卡尼亞
- 书记：

### 十大（）
- 总书记：沃伊切赫·雅鲁泽尔斯基
- 书记：

### 十一大（1990年）
- 总书记：米奇斯瓦夫·拉科夫斯基
- 书记：